# シャイアン郡 (ネブラスカ州)
座標: 北緯41度13分 西経102度59分 / 北緯41.22度 西経102.99度
シャイアン郡（英: Cheyenne County）は、アメリカ合衆国のネブラスカ州にある郡。2000年時点の人口は9,830人で、郡庁所在地はシドニー (Sidney)。
ネブラスカ州のナンバープレートで、シャイアン郡の車両は最初の数字が39になっている。これは1922年にナンバープレートの制度を確立した際、シャイアン郡の車両登録台数が州内の郡のなかで39番目に多かったからである。

## 歴史
シャイアン郡は1871年に組織され、ネイティブ・アメリカンのひとつのシャイアン族にちなんで名付けられた。

## 地理
アメリカ合衆国国勢調査局によると、この郡は総面積3,099 km2 (1,196 mi2) である。このうち3,099 km2 (1,196 mi2)が陸地で、0 km2 (0 mi2) が川や湖などの水地域である。総面積のうちの0.01%が水地域となっている。

### 隣接する郡
- モリル郡（北）
- ガーデン郡（北東）
- デュエル郡（東）
- セジウィック郡 (コロラド州)（南東）
- ローガン郡 (コロラド州)（南）
- キンボール郡（西）
- バナー郡（北西）

## 人口動静

2000年国勢調査時の郡の人口ピラミッド

2000年の国勢調査によると、シャイアン郡には9,830人、4,071世帯、及び2,686家族が暮らしている。人口密度は3/km2 (8/mi2) で、1/km2 (4/mi2) の平均的な密度に4,569軒の住居が建っている。この郡の人種の構成は白人96.34%、黒人（アフリカ系アメリカ人）0.14%、先住民0.65%、アジア系0.40%、太平洋諸島系0.03%、その他の人種1.46%、および混血0.98%で、4.46%の人々がヒスパニックまたはラテン系である。郡の住民の45.3%がドイツ系、9.1%がイングランド系、7.6%がアイルランド系、7.5%がアメリカ系移民の子孫である。
シャイアン郡に住む4,071世帯のうち、31.10%は18歳未満の子どもと暮らしており、54.80%は夫婦で生活している。8.00%は未婚の女性が世帯主であり、34.00%は家族以外の住人と同居している。30.10%は独居で、全世帯の13.30%は65歳以上の独居老人世帯である。1世帯あたりの平均人数は2.38人であり、家庭の場合は2.96人である。
郡の住民は26.30%が18歳未満の子どもで、18歳以上24歳以下が7.00%、25歳以上44歳以下が26.70%、45歳以上64歳以下が22.80%、および65歳以上が17.20%となっている。平均年齢は39歳である。女性100人に対して男性は96.00人いて、18歳以上の女性100人に対しては男性は92.20人いる。
郡の世帯ごとの平均収入は33,438米ドルで、家族ごとでは41,024米ドルである。男性の30,000米ドルに対して女性は20,467米ドルの平均的な収入がある。この郡の一人当たりの収入 (per capita income) は17,437米ドルである。総人口の10.00%、家族の8.20%は貧困線以下である。18歳未満の子どもの11.80%及び65歳以上の7.40%は貧困線以下の生活を送っている。

## 都市および村
- ドルトン (en:Dalton, Nebraska)
- ガーリー (en:Gurley, Nebraska)
- ロッジポール (en:Lodgepole, Nebraska)
- ポッター (en:Potter, Nebraska)
- シドニー (en:Sidney, Nebraska)